# كلاش (فلم)
كلاش (بالفيتنامية: Bẫy Rồng) هو فيلم حركة وفنون قتالية فيتنامي أُنتج عام 2009 من إخراج لي «ثانه سون» وبطولة جوني تري نجوين والممثلة/المغنية نجو ثانه فان، حيث ظهر «جوني تري نجوين» و«فيرونيكا نغو» معًا مؤخرًا في فيلم المتمرد عام 2007.

## القصة
«ترينه» هو الأسم الكودي لـ «فينكس» (نغو ثانه فان)، هي منفذة للمافيا يجب عليها إكمال سلسلة من المهام للجريمة المنظمة لصالح رئيسها «هاك لونغ» (هوونغ فوك نجوين) من أجل إطلاق سراح ابنتها المخطوفة، تقوم «ترينه» بتوظيف العديد من المرتزقة للمساعدة، بما في ذلك «كوان» الملقب بـ «تايغر» (جوني تري نجوين)، الذي تنجذب إليه و تصبح العلاقة بين «ترينه» و «كوان» معقدة حيث يتضح أن دوافعهما ليست متشابهة.

## طاقم التمثيل
- جوني تري نجوين في دور كوان / تايغر
- نجو ثانه فان في دور ترينه / فينكس
- هوونغ فوك في دور هاك لونغ
- لام مينه ثانغ في دور كانغ / سنيك
- هيو هين في دور فونغ / أوكس
- تران ثي فينه في دور توان / هوك
- دانغ ترونغ توان في دور أ لو
- نجوين هاو في دور أ ثونغ
- لي آنه كيت في دور مينه
- تران هوو فوك في دور ثانه
- دين ثاي مينه في دور هاي
- توني نجوين في دور قاتلة أنثى
- ألان بروكسيل في دور رجل عصابة فرنسي
- فرانسوا دي لا تور في دور رجل عصابة فرنسي
- جيروم في دور رجل عصابة فرنسي
- توماس ميشيل ماير في دور رجل عصابة فرنسي
- ديفيد مينتيتي في دور رجل عصابة فرنسي
- ريمي ريتشر في دور رجل عصابة فرنسي
- يان ويليوت في دور رجل عصابة فرنسي

## روابط خارجية
- Clash  في قاعدة بيانات الأفلام على الإنترنت (بالإنجليزية)
- Clash على أول موفي